# Chérémon de Nilopolis
Pour les articles homonymes, voir Chérémon.
Chérémon de Nilopolis (mort vers 250) est un évêque chrétien mort martyr dans le désert d’Égypte, lors de la persécution de Dèce, reconnu comme saint par l'Église catholique et l'Église orthodoxe et fêté le 22 décembre.

## Biographie
Peu d'éléments nous sont parvenus de la vie de Chérémon, évêque de Nilopolis en Égypte. Son histoire et sa fin comme « martyr » nous sont parvenues par quelques écrits de Denys d'Alexandrie qui relate les persécutions des chrétiens sous l'empereur Dèce, ainsi que par des écris d'Eusèbe de Césarée. En plus des chrétiens mis à mort par les autorités, voire par la population païenne, les chroniqueurs relatent le cas d'une « multitude de chrétiens », obligés de fuir de chez eux, dans le désert, soumis « à la faim et la soif, le gel, les maladies, les brigands, les bêtes sauvages ». Parmi ces nombreuses victimes, ils font référence à Chérémon, évêque de Nilopolis, obligé de fuir dans « les montagnes d'Arabie » avec sa femme. Denys ajoute que des recherches menées par des fidèles n'ont pas permis de le retrouver vivant, ni même de retrouver sa dépouille. Appuyée sur ces écrits antiques, l’Église l'a compté comme « martyr des persécutions », avec tous ceux qui n'ont jamais été retrouvés ou qui sont morts dans leur fuite,,.
Sa mémoire est célébrée dans l’Église catholique le 22 décembre,.